# Манджони, Чак
Чарльз Фрэнк «Чак» Манджони (англ. Charles Frank «Chuck» Mangione; 29 ноября 1940, Рочестер, Нью-Йорк — 22 июля 2025, Рочестер, Нью-Йорк) — джазовый исполнитель на флюгельгорне и композитор, который добился международного успеха с композицией «Feels So Good», вышедшей в 1977 году. С 1960-х он выпустил более 30 альбомов.

## Биография
Чарльз Фрэнк Манджони родился и вырос в городе Рочестер, штат Нью-Йорк. Вместе с братом-пианистом Гэпом Манджони (англ. Gap Mangione) он возглавлял группу Jazz Brothers, записавшую три альбома. С 1958 по 1963 он учился в Истменской школе музыки. Манджони был руководителем джазового ансамбля Eastman с 1968 до 1972 года. В 1970 году вышла его запись в альбоме Friends and Love, совместно с Рочестерским филармоническим оркестром. Тема Чака Манджони из композиции «Chase the Clouds Away» была использована на Олимпийских играх в 1976 году и «Give It All You Got» стала темой к зимним Олимпийским играм 1980 года, которые состояись в Лейк-Плэсиде. Он выступил на церемонии закрытия, которая было показано по телевидению во всем мире.
Чак Манджони умер 22 июля 2025 года во сне в своём доме в Рочестере, Нью-Йорк. Ему было 84 года.

## Дискография
- The Jazz Brothers (1960)
- Hey Baby! (1961)
- Spring Fever (1961)
- Recuerdo (1963)
- Land Of Make Believe (1972)
- Chase The Clouds Away (1975)
- Bellavia (1975)
- The Children Of Sanches (1978)
- Love Notes (1982)
- The Best Of Chuck Mangione (1983)
- Save Tonight For Me (1986)
- Eyes Of The Veiled Temptress (1988)